# Milton Plesset

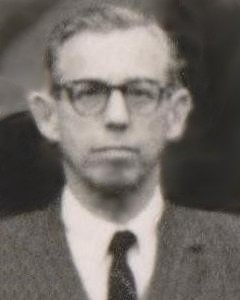
Milton Plesset, 1963 in Kopenhagen

Milton Spinoza Plesset (* 7. Februar 1908 in Pittsburgh; † 19. Februar 1991) war ein US-amerikanischer Physiker und Ingenieur.

## Biographie
Plesset studierte an der University of Pittsburgh (Bachelorabschluss 1929) und wurde 1932 an der Yale University bei Leigh Page promoviert (The Relativity Electron in Simple Fields und The Thermionic Properties of Cesium Coated Nickel). Danach ging er ans Caltech, wo er mit Robert Oppenheimer über frühe Quantenelektrodynamik zusammenarbeitete: kurz nach der Entdeckung des Positrons untersuchten sie theoretisch die Bildung von Elektron-Positron-Paaren. 1933/34 war er am Niels-Bohr-Institut in Kopenhagen, wo er mit Christian Møller, John Archibald Wheeler und E. J. Williams zusammenarbeitete. Ab 1935 unterrichtete er an der University of Rochester und ging 1940 ans Caltech. Ab 1942 war er während des Zweiten Weltkriegs bei Douglas Aircraft Corporation in der Flugzeugentwicklung. 1948 wurde er Associate Professor und 1951 Professor am Caltech (seit 1963 als Professor für Ingenieurwissenschaften), wo er ab 1978 Professor Emeritus war. Gleichzeitig war er 1977 bis 1988 Adjunct Professor für Kerntechnik an der UCLA.
1934 arbeitete er mit Christian Møller über eine quantenmechanische Störungstheorie-Methode, die nach ihnen benannt wurde und zum Beispiel in der Quantenchemie Anwendung findet. Er beschäftigte sich vornehmlich mit Hydrodynamik, speziell der Dynamik von Blasen (die Rayleigh-Plesset-Gleichung ist dort nach ihm und John William Strutt, 3. Baron Rayleigh, benannt), mit Anwendungen auf die Physik von Kernreaktoren (Mehrphasen-Hydrodynamik, Sicherheitsfragen von Kernreaktoren). 1975 bis 1982 war er Mitglied des Beratungsgremiums der US-amerikanischen Aufsichtsbehörde für Reaktorsicherheit (US Nuclear Regulatory Commission).
Zu seinen Doktoranden zählt Norman Zabusky.
1937 wurde er Fellow der American Physical Society. Seit 1979 war er Mitglied der National Academy of Engineering. 1986 erhielt er den Fluids Engineering Award der ASME. Er war Fellow der ASME und der American Physical Society. 1980 war er Thurston Lecturer der ASME und stand 1971/72 deren Hydrodynamik-Abteilung vor.
Er war zweimal verheiratet, aus erster Ehe mit der Schriftstellerin Isabel Rosanoff (gestorben 1985) hatte er vier Kinder.